# Shinty
Le shinty (en gaélique écossais : camanachd ou iomàin) est un sport collectif d'origine écossaise à deux équipes de douze joueurs, munis de crosses, appelées camàn. Le but est de faire entrer la balle dans les buts en la propulsant à l'aide des crosses, à la manière du hockey sur gazon. Issu du même sport ancien que le hurling irlandais, il est aujourd'hui presque exclusivement pratiqué dans les Highlands. Le shinty est l'ancêtre du hockey sur gazon.
Le nom du jeu serait issu du terme gaélique seanntag, « saut » ou « bond ».

## Principes du jeu
Ce sport traditionnel écossais se joue en plein air sur un grand terrain (128 × 155 m). Il met aux prises deux formations de douze joueurs. Les parties se disputent en deux mi-temps de 45 minutes.
À chaque extrémité du terrain, on trouve deux buts (3,66 m de long pour 3,05 de hauteur) gardés par un gardien de but qui a le droit de faire usage de ses mains pour stopper la balle. Les onze autres joueurs d'une équipe de shinty n'ont pas le droit de contrôler la balle de la main.
Ancêtre du hockey sur gazon, le shinty se joue avec un filet (shinty), une petite balle ronde de 70 à 100 grammes d'une circonférence d'environ 7 centimètres.

## Repères historiques
L’histoire du shinty plonge ses racines dans le passé gaélique de l’Écosse. Le premier club moderne voit le jour en 1861 à Aberdeen. En 1896, le premier championnat national se met en place en Écosse malgré le développement de deux écoles de jeu : l'une au nord, plus physique, l'autre au sud, plus technique.
Très proche du hurling irlandais, des matches internationaux ont lieu entre joueurs écossais de shinty et joueurs irlandais de hurling selon un règlement commun.

## LaPremier Leagueécossaise
- Kingussie
- Fort William
- Lochcarron
- Newtownmore
- Inveraray
- Kilmallie
- Oban Camanachd
- Lochaber Camanachd
- Bute
- Lochaber